# St. Joseph (Gräfelfing)

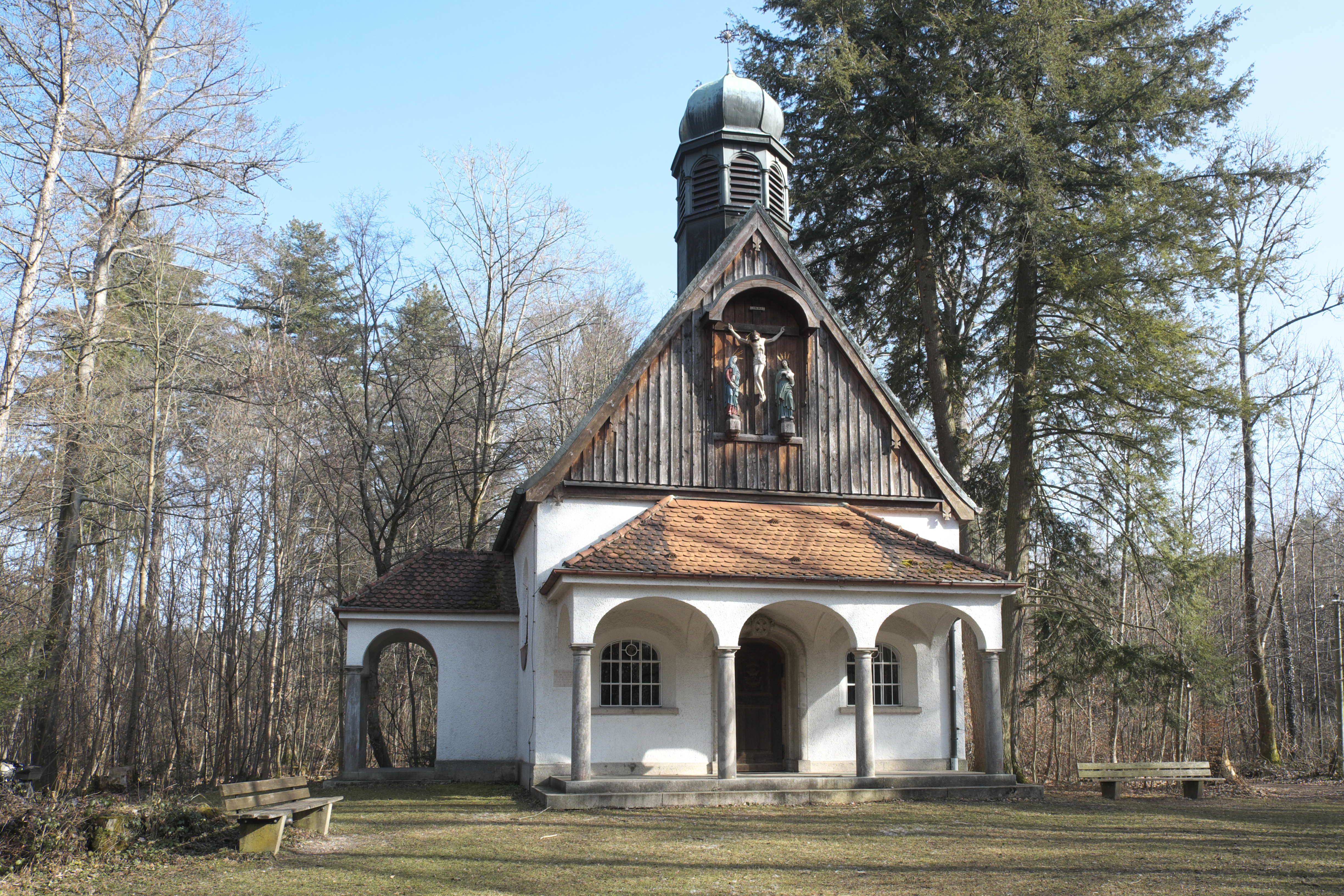
Kapelle St. Joseph in Gräfelfing

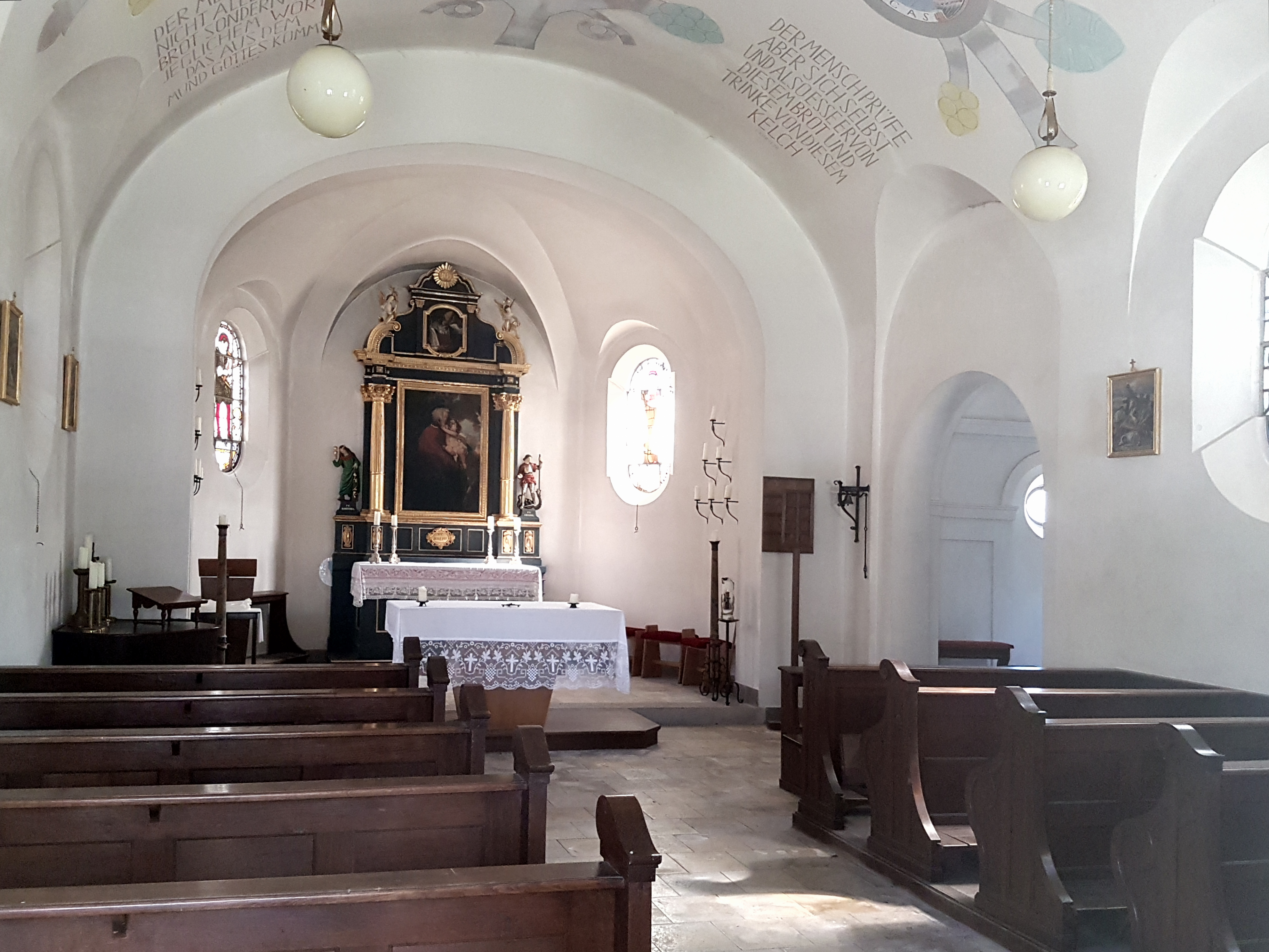
Innenansicht

Die Waldkapelle St. Joseph (auch Bäckerkapelle genannt) in Gräfelfing im oberbayerischen Landkreis München wurde 1921/22 errichtet. Die Kapelle in der Nähe der Josef-Schöfer-Straße, gegenüber dem ehemaligen Bäcker-Erholungsheim, ist ein geschütztes Baudenkmal.
Auftraggeber für den Kapellenbau war der Obermeister der Bäckerinnung Josef Schöfer. Der Bau konnte verzögert durch den Ersten Weltkrieg erst 1921 nach Entwürfen von Franz Xaver Knöpfle realisiert werden. Die Einweihung fand am 23. Juli 1922 statt.
Der neobarocke Saalbau mit eingezogenem Polygonalchor und Vorhalle besitzt einen achteckigen Dachreiter mit Glockendach. Das Langhaus wird von Anbauten umgeben: Nördlich das Kriegergedächtnis, westlich die offene Vorhalle und südlich ein halbrund geschlossener Anbau mit Mariengrotte. Im Giebelfeld der Eingangsfassade ist eine Kreuzigungsgruppe zu sehen.